# 리코 헨리
리코 안토니오 헨리 (Rico Antonio Henry, 1997년 7월 8일 ~ )는 잉글랜드의 축구 선수이며, 브렌트퍼드에서 레프트백으로 뛰고 있다.